# 黑眶蟾重盘吸虫
黑眶蟾重盘吸虫（学名：Diplodiscus melanosticti）为重盘科重盘属的动物。分布于台湾岛等地，营寄生生活，终末宿主黑眶蟾蜍以及寄生于肠。该物种的模式产地在台湾。